# Пейпс Лейда Аугустівна
Лейда Аугустівна Пейпс (ест. Leida Peips: 1 лютого 1937) — радянський господарський, державний і політичний діяч, Герой Соціалістичної Праці (1975), депутат Верховної Ради СРСР.

## Біографія
Народилася в 1937 році в Естонії. Член КПРС.
З 1954 року — на господарській, суспільній і політичній роботі. У 1954—1990 рр. — доярка, майстер машинного доїння корів опорно-показового радгоспу «Вільянді» Вільяндиського району Естонської РСР (нині — село Пярі регіону Вільяндимаа).
У 1974 році, працюючи дояркою, досягла показників у 5200 центнерів молока в середньому від 100 корів (при тому, що середнім показником по Естонській РСР було 4000, а РРФСР — 3000). Указом Президії Верховної Ради СРСР від 10 лютого 1975 року їй присвоєно звання Героя Соціалістичної Праці з врученням ордена Леніна і золотої медалі «Серп і Молот». За значне збільшення валового виробництва високоякісної продукції тваринництва на основі застосування прогресивної технології присвоєна Державна премія СРСР за видатні досягнення у праці 1975 року. Брала участь у соціалістичному змаганні з доярками середньоазіатських республік та Болгарії.
Депутат Верховної Ради СРСР 10-го і 11-го скликань (1979—1989), делегат XIX з'їзду Компартії Естонії (1986).

## У культурі
Стала прототипом головної героїні у восьмій главі твору Сергія Довлатова «Компроміс» (у тексті названа «Лінда Пейпс»).

## Нагороди
- Герой Соціалістичної Праці (10.02.1975)
- Орден Леніна (10.02.1975)
- Медаль «Серп і Молот» (10.02.1975)
- Державна премія СРСР (1975)
- Орден Трудового Червоного Прапора (1973)
- Заслужений працівник сільського господарства Естонської РСР (1977)

## Особисте життя
У Лейди Пейпс два сини і п'ять онуків. Усі вони працюють у місті. Вона стала вдовою в 50 років. На пенсію вийшла у 55 років. Проживає в селі Пярі волості Вільянді (до адміністративної реформи місцевих самоврядувань Естонії 2017 року — волості Пярсті). Веде життя простого сільського жителя. Займається садовим і парниковим господарством. Корову не тримає. Останню віддала іншим селянам у 2007 році.